# R Doradus
R Doradus (hoặc P Doradus, HD 29712) là một sao khổng lồ đỏ biến quang Mira ở chòm sao phương nam Kiếm Ngư (Dorado), mặc dù trực quan nó có vẻ có liên quan gần hơn với chòm sao Võng Cổ (Reticulum). Khoảng cách từ Trái Đất là 178 ± 10 năm ánh sáng (54,6 ± 3,1 parsec). Với đường kính góc 0,057 ± 0,005 giây cung, nó hiện được cho là ngôi sao ngoài hệ Mặt Trời có kích thước biểu kiến lớn nhất khi được nhìn từ Trái Đất. Đường kính ước tính của R Doradus là 515 ± 70 triệu km (3,46 AU) hoặc 370 ± 50 lần đường kính của Mặt Trời. Nếu được đặt ở giữa hệ Mặt Trời, quỹ đạo của Sao Hỏa và hầu hết vành đai tiểu hành tinh sẽ chìm nghỉm bên trong ngôi sao này.

## Độ biến thiên
Cấp sao biểu kiến của R Doradus thay đổi từ 4,8 đến 6,6, nghĩa là thông thường có thể nhìn thấy nó bằng mắt thường, nhưng trong ánh sáng hồng ngoại nó là một trong những ngôi sao sáng nhất trên bầu trời. Với băng tần J hồng ngoại gần thì cấp sao của nó là −2,6, chỉ có Betelgeuse ở cấp −2,9 là sáng hơn. Trong băng tần K hồng ngoại, đôi khi nó là ngôi sao sáng nhất trên bầu trời, mặc dù thông thường Betelgeuse vẫn sáng hơn.
Nó được phân loại là sao biến quang nửa đều thuộc loại SRb, chỉ ra nó thuộc loại sao khổng lồ có các biến thiên chậm khó xác định, thường xen kẽ giữa các thay đổi độ sáng định kỳ và không đều. Một số nghiên cứu cho thấy nó xen kẽ giữa các chu kỳ khoảng 175 và 332 ngày, và khoảng thời gian 117,3 ngày cũng đã được xác định. Nó được ví như một sao biến quang Mira khi các biến thiên của nó tương đối đều, mặc dù biên độ của nó là chỉ là 1,5, nhỏ hơn của các sao biến quang Mira.

## Đường kính góc
Đường kính góc của R Doradus có thể dễ dàng đo đạc bằng phép đo giao thoa. Đường kính đĩa đồng nhất của nó, nghĩa là đường kính khi được hiểu là một đĩa có độ sáng đồng nhất, khi nhìn ở bước sóng 1,25 μm là 57 ± 5 mili giây cung. Khi được nhìn ở bước sóng 2,3 μm và được diễn giải như là một đĩa tối vùng rìa thì đường kính là 51,18 ± 2,24 mili giây cung.
Đường kính góc của R Doradus lớn hơn đường kính góc của bất kỳ ngôi sao nào đã đo đạc. Đường kính góc của ngôi sao lớn nhất tiếp theo, Betelgeuse, là khoảng 45 mili giây cung.
Độ sáng nhiệt xạ là 6.500 ± 1.400 lần so với mặt trời.